# Jambville
Jambville település Franciaországban, Yvelines megyében. Lakosainak száma 777 fő (2022. január 1.). Jambville Lainville-en-Vexin, Montalet-le-Bois, Oinville-sur-Montcient, Frémainville és Seraincourt községekkel határos.

## Népesség
A település népességének változása:
| Lakosok száma | 837  | 844  | 871  | 835  | 815  | 796  | 787  | 777  | 777  |
|               | 2013 | 2015 | 2016 | 2017 | 2018 | 2019 | 2020 | 2021 | 2022 |